# Parancistrocerus invisibilis
Parancistrocerus invisibilis är en stekeartl som först beskrevs av Edoardo Zavattari 1912.
Parancistrocerus invisibilis ingår i släktet Parancistrocerus och familjen Eumenidae. Inga underarter finns listade i Catalogue of Life.